# Benjamin Linus
Benjamin Linus egy fiktív szereplő a Lost – Eltűntek című televíziós sorozatból. Megformálója Michael Emerson. Állandó magyarhangja Besenczi Árpád.

## A szigeten
Danielle Rousseau a sorozat 2. évadjának a 14. részében fogta el. A csapdái közül az egyikben ugyanis fennakadt. Rousseau figyelmeztette Sayidot, aki elhozta Henryt a bunkerbe és kikérdezte őt. Henry azt állította, hogy ő egy milliomos Minnesotából. Eladta a bányászcégét, és ebből gazdagodott meg. Egy légballonnal utazott, ami lezuhant a szigeten a feleségével együtt. 
Henry állítása szerint a felesége nem sokkal a zuhanás után meghalt, s ő a ballon alá temette. Később bebizonyosodott, hogy ez hazugság. Ugyanis Sayidék a léggömb felkutatása közben találtak egy sírt, ami Henry állítása szerint a feleségének nyughelye. A holttest mellett heverő okmányokból rájönnek: az igazi Henry Gale fekszik a sírban.
Bár Henry említett egy másik embert, mint a „Többiek” vezetőjét, de az „Élj másokkal, halj meg egyedül” című epizódból kiderül, hogy valójában ő mozgatja a szálakat. Az már kiderült róla, hogy remek manipulátor. Michael segítségével tud megszökni a Hattyú állomásról, és neki köszönhetően foglyul ejti Jacket, Kate-et, és Sawyert. Cserébe megengedi Michaelnek, hogy egy kishajóval elhagyja a szigetet a fiával együtt.
Henry bevallja Jacknek, hogy igazi neve Benjamin Linus, és egész életében a szigeten élt.